# Rudolf Cypris
Rudolf Cypris (20. března 1928 – ?) byl český fotbalový útočník a trenér.

## Hráčská kariéra
V československé lize hrál za ATK Praha (dobový název Dukly), Armaturku Ústí nad Labem a Křídla vlasti Olomouc, vstřelil sedm prvoligových branek. Ve II. lize nastupoval za Tatran Teplice v ročníku 1956.

### Ligová bilance
| Ročník             | Zápasy | Góly | Minuty | Klub                         |
| ------------------ | ------ | ---- | ------ | ---------------------------- |
| I. liga 1951       | –      | 1    | –      | ATK Praha                    |
| I. liga 1952       | –      | 4    | –      | ZSJ Armaturka Ústí nad Labem |
| I. liga 1954       | 12     | 2    | –      | Křídla vlasti Olomouc        |
| II. liga 1956      | 20     | 2    | –      | DSO Tatran Teplice           |
| CELKEM I. ČS. LIGA | –      | 7    | –      |                              |

## Trenérská kariéra
Po skončení hráčské kariéry se stal trenérem. Mužstvo Uničovských strojíren přivedl k historickému vítězství v divizi a postupu do třetí nejvyšší soutěže na jaře 1971.
- 1970/71 (4. liga) – TJ Uničovské strojírny Uničov (vítězství, postup)
- 1971/72 (3. liga) – TJ Uničovské strojírny Uničov
- 1972/73 (4. liga) – TJ Uničovské strojírny Uničov